# Palazzo d'estate di Bukhara
Il palazzo d'estate, o palazzo Sitoraï Mokhi Khossa, in uzbeko: Sitоrаi Mоhi Хоssа Saroyi, in tagico: ‍Ситора‍и Мохи Хосса Сарой (che significa paragonabile alle stelle e alla luna), è l'ex residenza estiva degli emiri di Bukhara in Uzbekistan. Si trova in prossimità della città di Bukhara (4 km a nord) ed è stato costruito dal 1912 al 1918. Gli emiri sono stati espulsi quando i bolscevichi presero l'emirato (ex protettorato dell'impero russo) nel 1920.
Il palazzo oggi ospita il Museo delle arti decorative e applicate di Bukhara.

## Storia

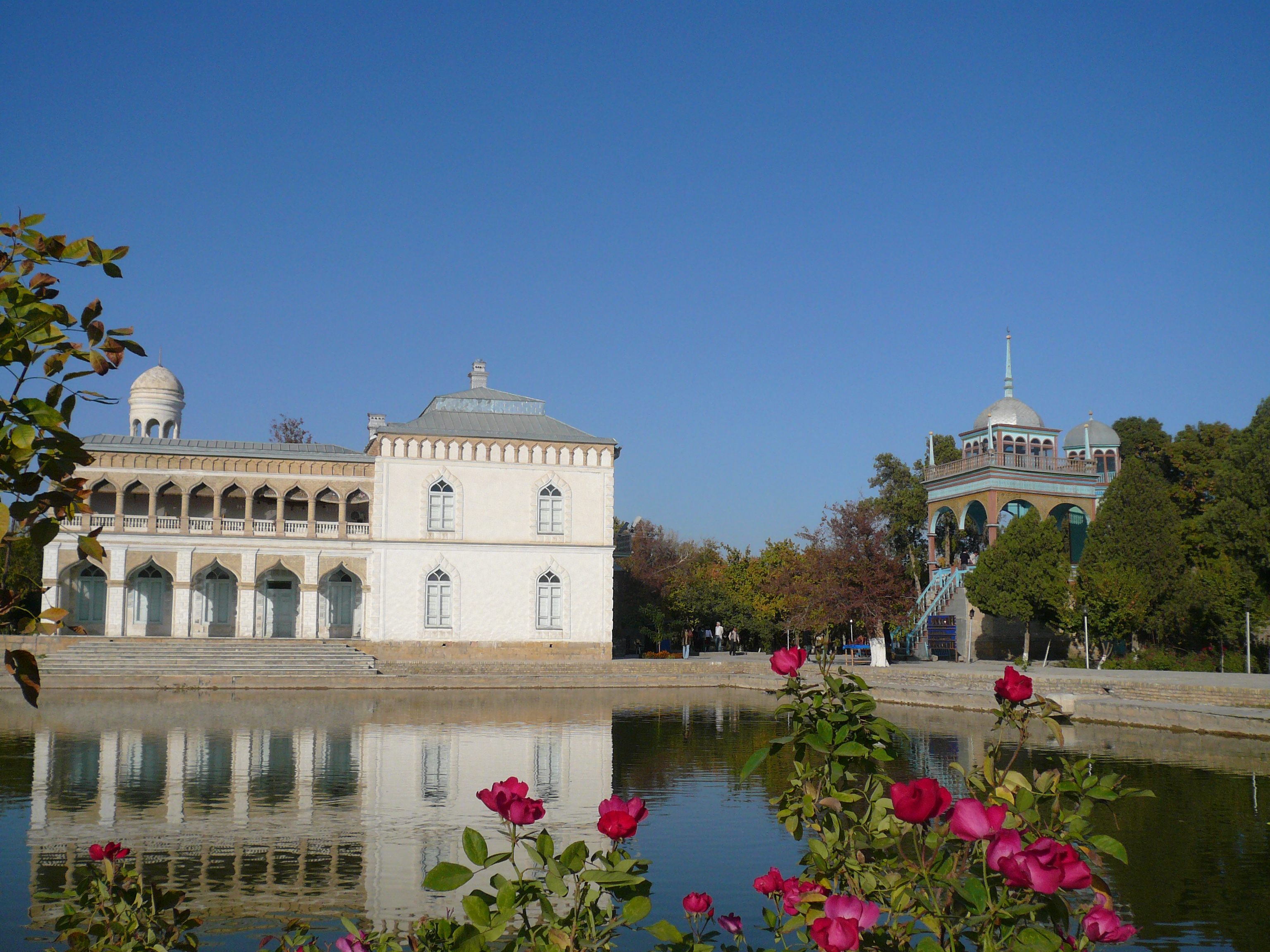
L'edificio principale del palazzo riflette nel bacino (howz); la parte destra è stata riservata per l'harem; più a destra notiamo il belvedere

Il palazzo è stato costruito sul sito di una ex residenza degli emiri eretta verso la metà del XIX secolo, di cui non rimane nulla. La residenza è stata costruita tra il 1912 e il 1918 in stile europeo, con ricordi di architettura persiana, per l'ultimo emiro Seid Alim Khan. Dei mastri artigiani locali hanno partecipato alla costruzione, Hassanjon Umarov Abdoullo Gafurov, Rakhim Khaïetov Ibrahim Hafizov, Shirin Muradov, ecc, e due ingegneri russi Margulis e Sakovitch, che erano al servizio della corte dell'emiro.
Una parte del palazzo è stata riservata per l'harem dell'Emiro, un edificio principale con sale di ricevimento e gli appartamenti e un padiglione ottagonale per gli ospiti.
Le sale sono costruite all'occidentale, l'emiro ha studiato in gioventù a San Pietroburgo, era sensibile allo stile di vita europeo. Le pareti del salotto bianco - opera di Shirin Muradov - sono interamente coperti di ganch bianco su uno sfondo a specchio. L'ingresso è dipinto di fiori alla persiana, la sala giochi è decorata con pannelli dorati e mosaici a specchio. I vari doni offerti all'emiro sono esposti in queste sale.

## Il museo

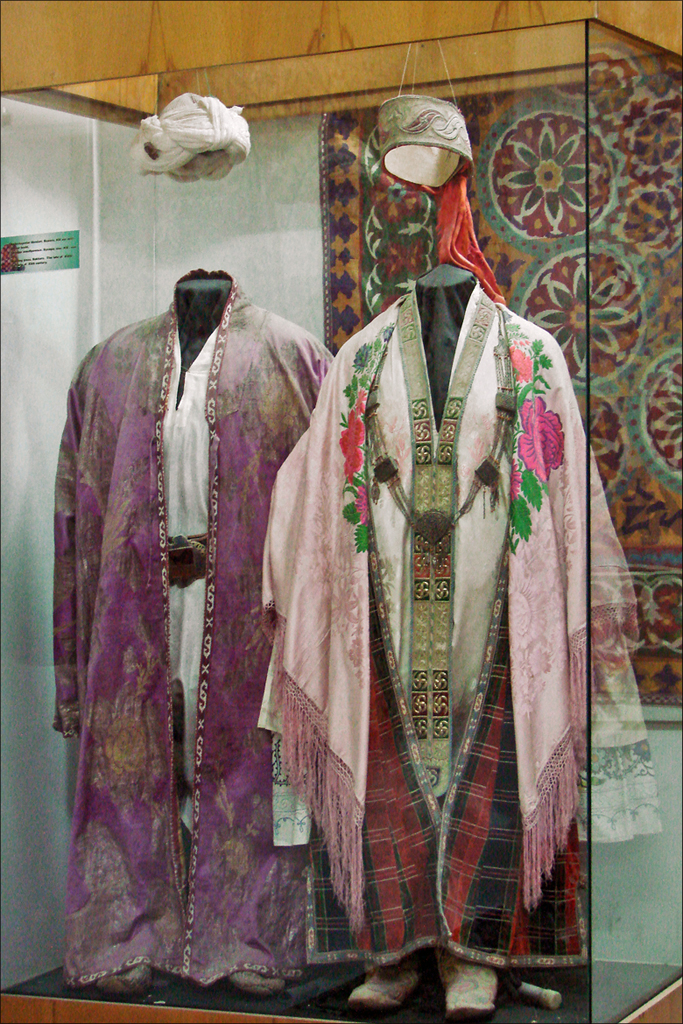
Una delle vetrine dedicata agli abiti tradizionali

Il museo è stato aperto nel 1927 e comprende tre dipartimenti: La via dei vecchi emiri, l'artigianato di Bukhara e storia della rivoluzione di Bukhara. Il primo curatore uzbeko della storia, Moussadjan Saïdjanov, prende parte attiva nell'organizzazione del museo.
Nel 1933, l'edificio divenne una succursale del museo di Bukhara con lo status di museo regionale. Nuove sale espositive sono state aperte al pubblico e la collezione venne ingrandita. Tutto si trasforma nel 1948, quando la mostra permanente è rinominata Arte e Artigianato popolare di Bukhara. Nuovi dipartimenti sono formati: arte monumentale di Bukhara, l'arte applicata, arte della calligrafia e delle miniature, arte musicale popolare e I legami culturali di Bukhara legami culturali con i vicini stati fratelli.
Nel 1954, gran parte del palazzo è stato riservato ai lavoratori del sindacato dell'Unione Sovietica per le loro vacanze. Il museo si limita a nove camere. Al museo venne dato il nome di Museo dell'artigianato popolare.

## Le esposizioni
Il museo oggi si chiama
Museo di arti decorative e applicate e comprende le seguenti mostre permanenti:
- Interni della residenza estiva (edificio principale): sono esposti mobili dell'inizio del XIX secolo e del XX secolo, porcellane cinesi e giapponesi, dei gioielli prodotti dai laboratori di Bukhara e oreficeria locale.
- Abbigliamento Boukhariota della metà del XIX secolo fino ai primi del XX secolo: esposizione al padiglione ottagonale, con molti abbigliamenti ricamati in oro[5] e accessori delle grandi figure del tempo.
- Ricami nella regione di Bukhara e piatti della fine del XIX e l'inizio del XX secolo (tappeti, biancheria, ceramiche, ecc di diversi stili regionali). Queste camere sono situate nel vecchio harem. E hanno collezioni eccezionali di suzani.
- mostra etnografica di un interno della città Bukhara.

Si noti che il giardino del parco è stato restaurato con grande cura nel preservare la flora e la fauna.

## Galleria d'immagini

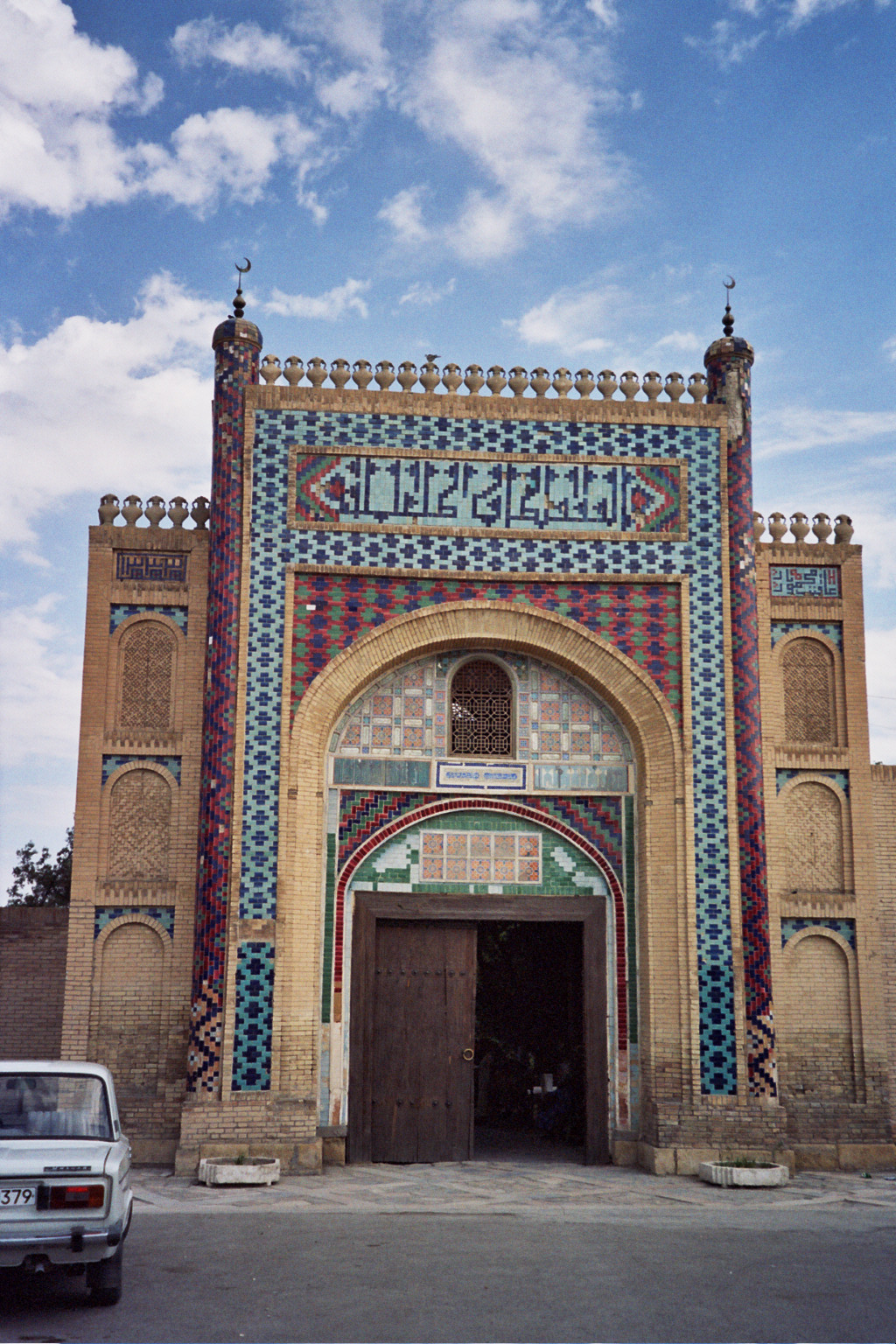
entrata nella sontuosa tenuta
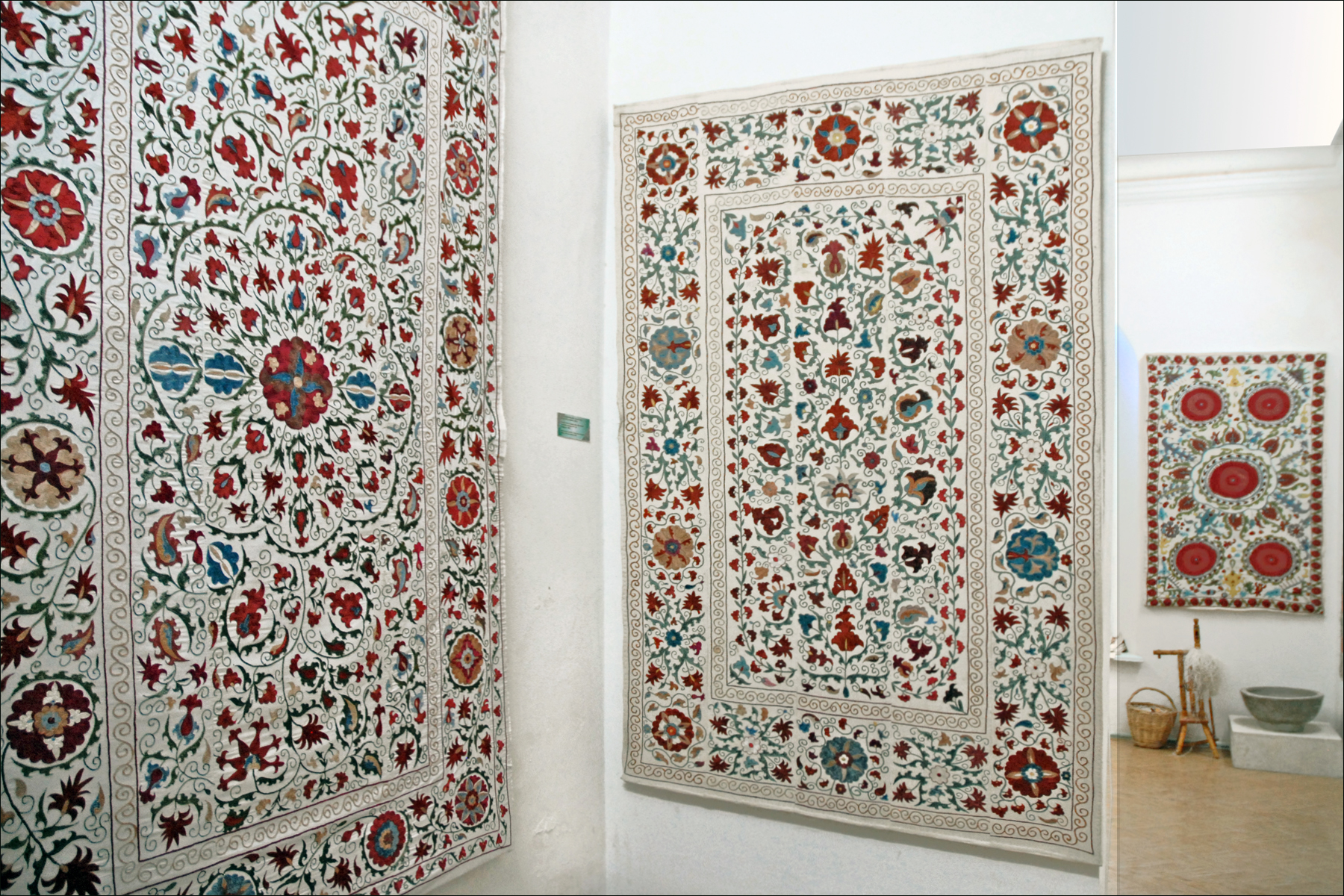
Una delle sale dedicate al ricamo
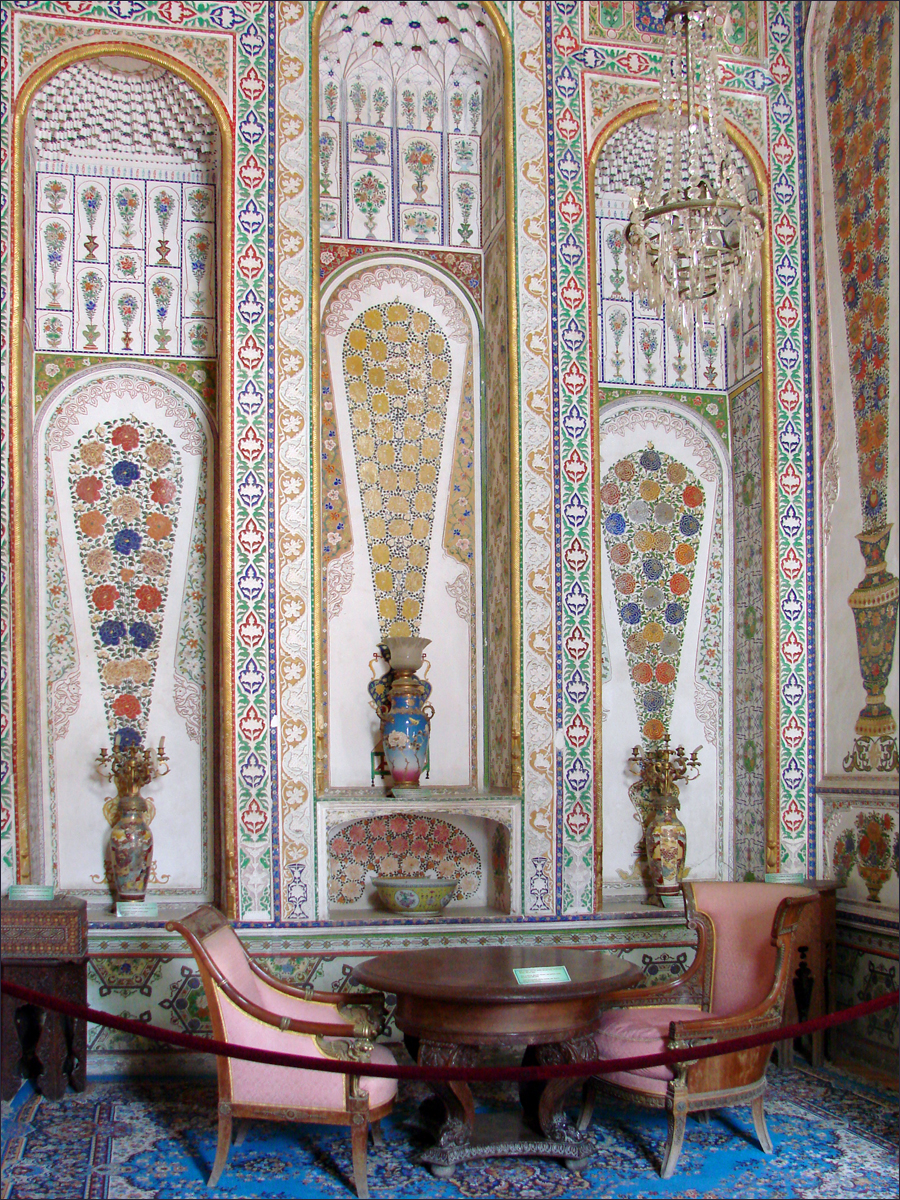
Uno dei saloni degli appartamenti dell'Emiro
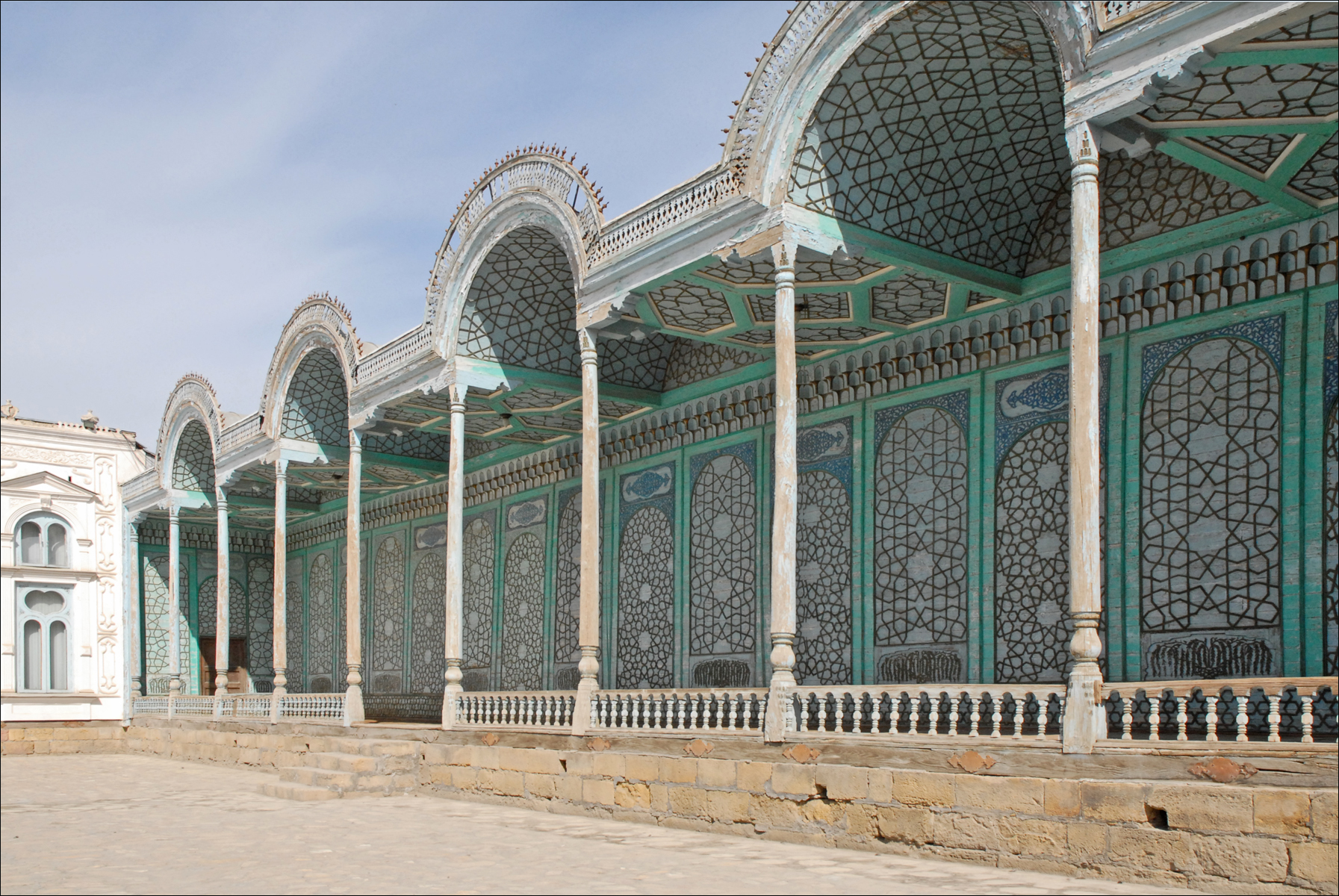
Corte interna
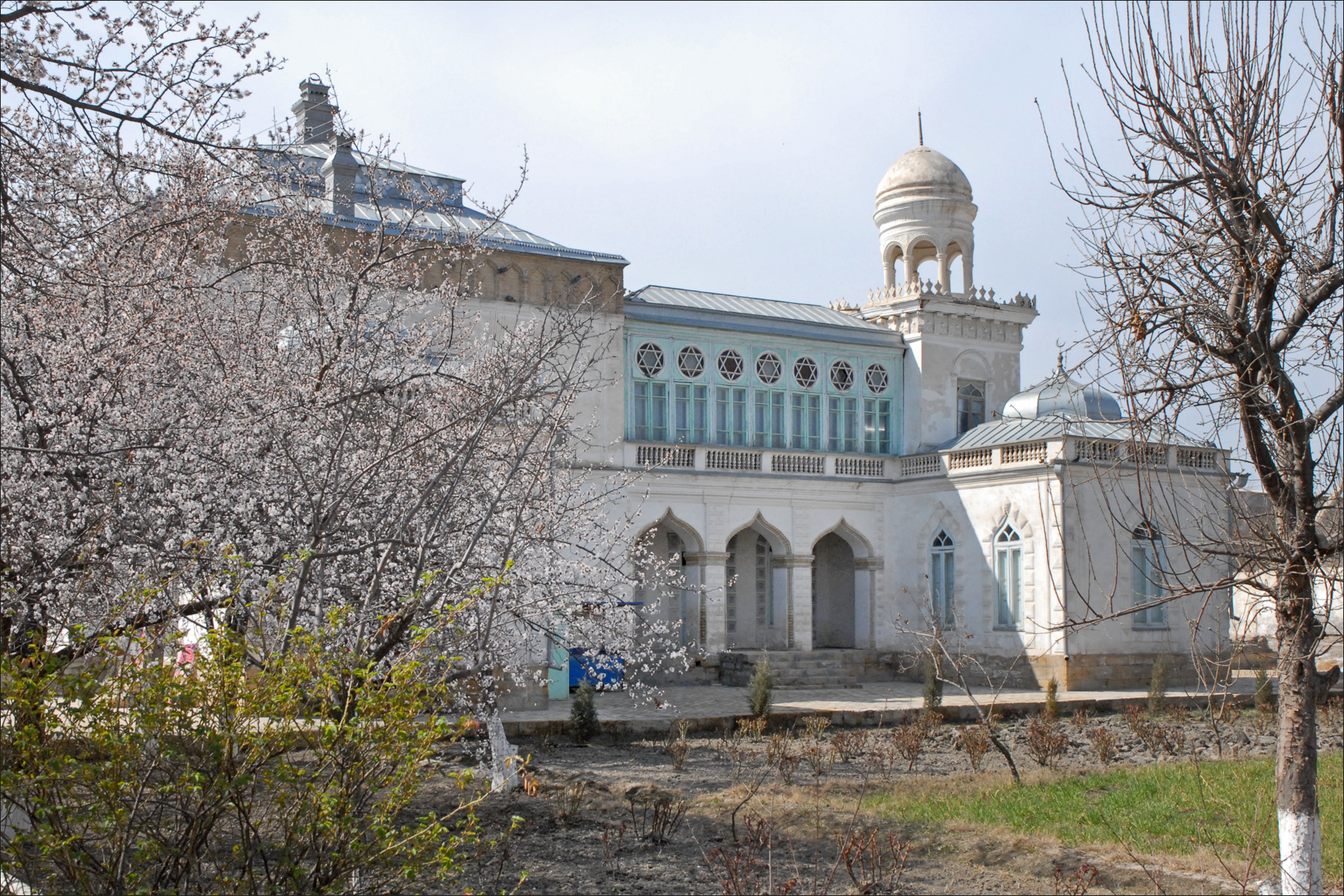
vista posteriore